# Kewa
 Ovo je glavno značenje pojma Kewa. Za pleme pogledajte Kewa (pleme).
Kewa, biljni rod smješten u vlastitu porodicu Kewaceae, dio reda Caryophyllales. Postoji osam priznatih vrsta raširenih po istočnoj i južnoj Africi.
Porodica je opisana 2014.

## Vrste
1. Kewa acida (Hook.f.) Christenh.
2. Kewa angrae-pequenae (Friedrich) Christenh.
3. Kewa arenicola (Sond.) Christenh.
4. Kewa bowkeriana (Sond.) Christenh.
5. Kewa caespitosa (Friedrich) Christenh.
6. Kewa salsoloides (Burch.) Christenh.
7. Kewa suffruticosa (Adamson) Christenh.
8. Kewa trachysperma (Adamson) Christenh.